# Никольское (Северо-Казахстанская область)
Никольское (каз. Никольское) — село в Айыртауском районе Северо-Казахстанской области Казахстана. Входит в состав Казанского сельского округа. Код КАТО — 593245700.
В 1980 году у села Никольское (Айыртауский район Северо-Казахстанской области) на берегу реки Иманбурлык археологическая группа Виктора Зайберта нашла Ботайское городище.

## Население
В 1999 году население села составляло 302 человека (156 мужчин и 146 женщин). По данным переписи 2009 года, в селе проживало 195 человек (94 мужчины и 101 женщина).